# Indiana
|  | Per a altres significats, vegeu «Indiana (desambiguació)». |

Indiana és un estat dels Estats Units d'Amèrica. Indiana significa la terra dels indis. La seva capital és Indianapolis. Segons el cens dels EUA del 2000, hi havia censats a l'estat 40.646 amerindis nord-americans (0,6%). Per tribus, les principals són els cherokees (11.427), miamis (2.377) blackfoot (1.626), sioux (1.196), anishinaabemowin (923) i potawatomi (597).

## Història

### Fins al 1816
Es creu que els primers nadius americans a la regió que actualment comprèn l'estat d'Indiana foren els constructors de túmuls, tot i que finalment varen desaparèixer de la regió. Els primers exploradors europeus que hi arribaren, el 1679, hi trobaren nadius de la tribu miami. Posteriorment, durant els segles xviii i xix s'hi instal·laren (i sortiren) altres tribus d'Indiana, com els delaware, els mahicans, els munsee i els shawnee, que venien de l'est (havien emigrat després de perdre llurs terres a favor dels colons blancs) i els kickapoo, els piankshaw, els potawatomi i els wea, així com tribus hurons, que venien del nord. Els potawatomies serien els últims nadius americans a instal·lar-se a la regió, al voltant del 1795. Totes aquestes tribus foren forçades a vendre o cedir totes llurs terres pels colons blancs que s'havien establert a la regió, i hagueren d'emigrar en direcció oest. Quan els potawatomi foren forçats a sortir d'Indiana, el 1838, pocs nadius americans es quedaren a l'estat.
El primer explorador europeu a explorar l'actual Indiana fou el francès René Robert Cavelier de La Salle, que explorà part dels rius Saint Joseph i Kankakee. Cavelier va explorar de nou la regió nord de l'actual Indiana el 1680. El 1682 annexà tota la regió al voltant dels Grans Llacs a la corona francesa.
Els francesos s'interessaren poc a poblar la regió, atès que el que volien era fundar posts comercials per efectuar canvis comercials amb els nadius americans locals (principalment per l'obtenció de pells). El 1732 els francesos varen fundar el primer assentament permanent d'Indiana, Vincennes. Tanmateix, els britànics passaren a competir amb els francesos pel control d'aquest comerç, a partir de començaments del segle xviii. Al principi els nadius americans realitzaven els seus canvis comercials amb els francesos, però gradualment passaren a decantar-se pels britànics, que els pagaven més per les pells, fins i tot amb armes de foc.

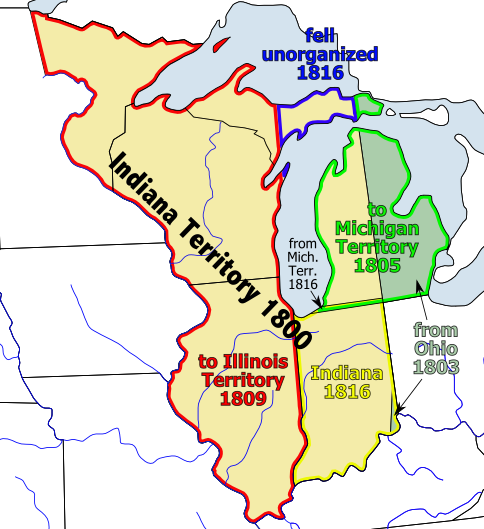
Mapa del Territori d'Indiana.

El 1754 es desencadena la Guerra Franco-Índia entre els francesos i els britànics a Amèrica del Nord. Finalitzà el 1763, i resultà en derrota francesa. D'acord amb els termes del Tractat de París, els francesos varen cedir el control de la regió d'Indiana —entre altres territoris— als britànics. Durant els propers anys la població de la regió va créixer molt lentament, gràcies als colons vinguts de les Tretze Colònies, que s'instal·laven principalment a Vincennes. El 1778, tres anys després de l'inici de la Guerra de la Independència dels Estats Units, una tropa de rebels, sota el comandament de George Rogers Clark, prengué el Vincennes dels britànics. Aquests prengueren el control de l'assentament de nou en aquell mateix any, tot i que Clark el va reconquerir permanentment el 1779.

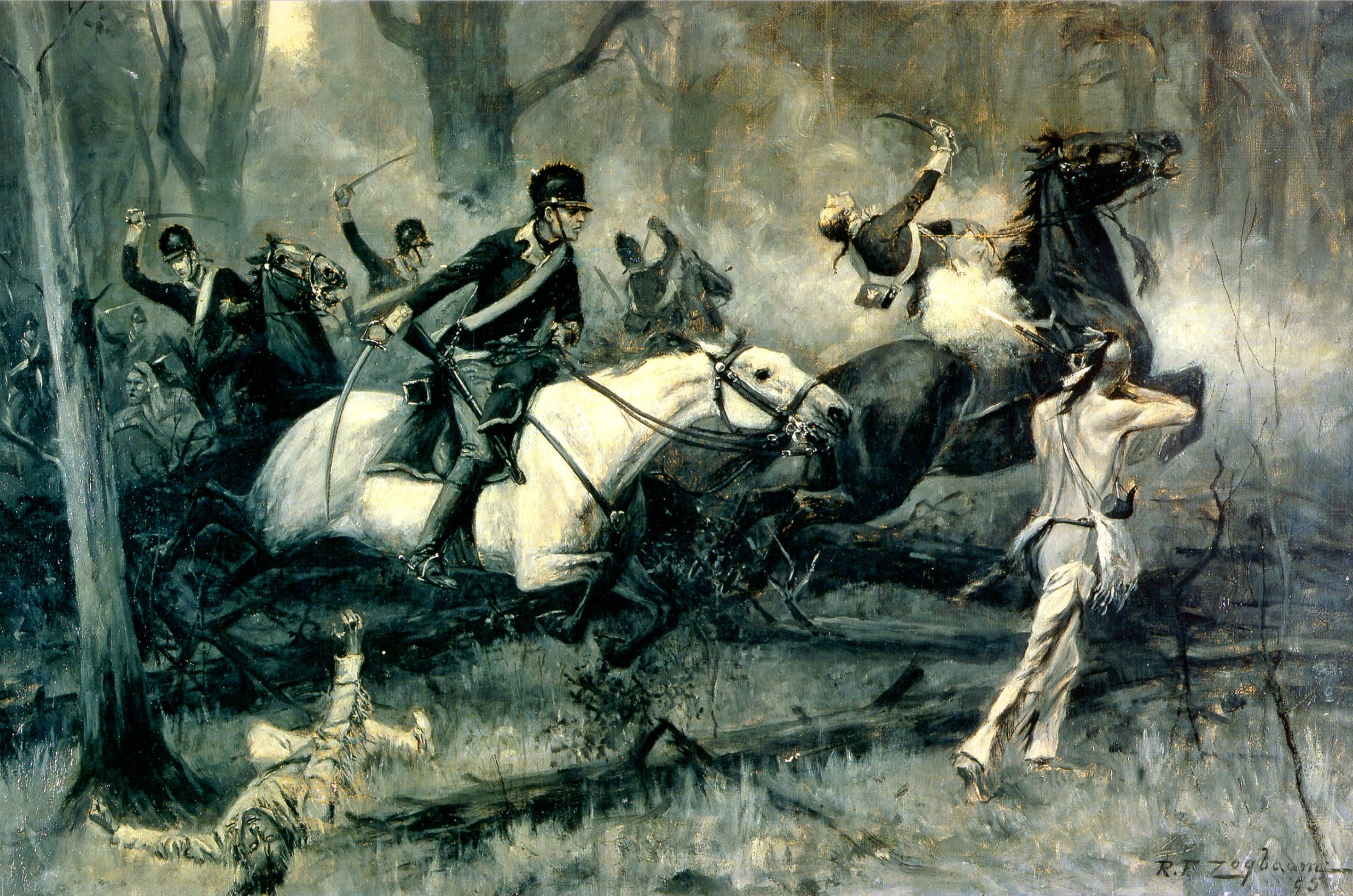
Batalla de Fallen Timbers (1794).

El 1787 Indiana passa a formar part del Territori del Nord-oest. Llavors els habitants blancs instal·lats a la regió patien els constants atacs dels nadius americans, que augmentaren dràsticament després del final de la revolució estatunidenca, el 1783. Després d'això, la tribu miami realitzà diversos atacs contra els assentaments habitats per persones d'ascendència europea, matant diversos blancs i destruint tals assentaments. Només el 1794 els miamis foren derrotats a la batalla de Fallen Timbers.
El 1800 es crea el Territori d'Indiana, amb capital a Vincennes. Aquest territori, del qual el primer governador fou William Henry Harrison, que seria posteriorment el novè president dels Estats Units el març del 1841, incorporava terres que actualment formen part d'altres estats, sobretot tota la regió que compon l'actual Illinois. La regió d'Illinois passà a ser un territori propi el 1809, la qual cosa va produir que el Territori d'Indiana adquirís unes fronteres semblants a les actuals. El govern estatunidenc incentivà el poblament de la regió, mitjançant la venda de terrenys a baix preu a qui estigués disposat a instal·lar-se a la regió.

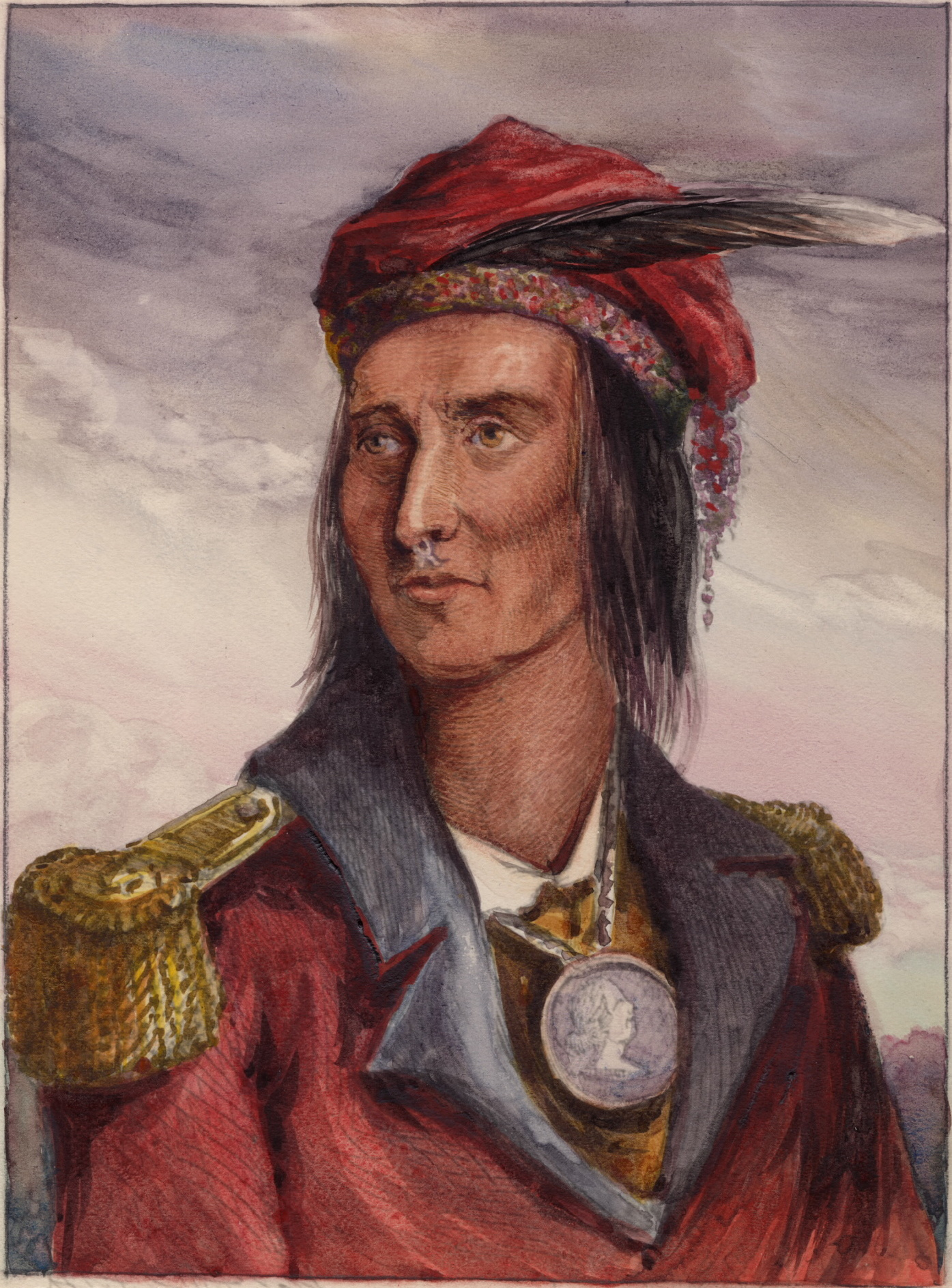
Tecumseh (cabdill shawnee).

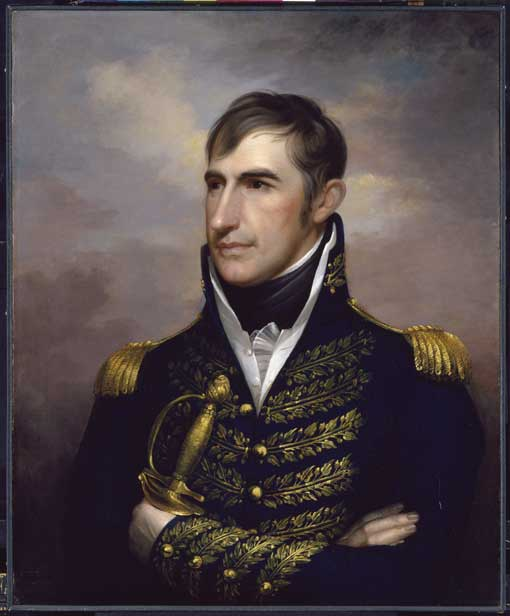
William Henry Harrison.

Aquell mateix any Harrison comprà 1,17 milions d'hectàrees de terres als nadius americans, sota el Tractat de Fort Wayne. Aquest tractat fou una de les causes de la Guerra de Tecumseh, que s'inicià el 1811, quan diverses tribus nadiues s'uniren contra els rebels. Aquell mateix any Harrison derrotà els nadius americans a la batalla de Tippecanoe. Després de l'inici de la guerra del 1812, els nadius americans s'aliaren amb els britànics. El 1813 Harrison derrotà novament els nadius a la batalla de Thames. El principal cabdill de les forces indígenes, Tecumseh, fou ferit de mort a la batalla, la qual cosa acabà amb els atacs indígenes als assentaments blancs d'Indiana. El 1813 la capitalitat del territori passà a Corydon. L'11 de desembre del 1816 Indiana passà a ser el 19è estat dels Estats Units.

### Del 1816 al 1900
El govern d'Indiana s'enfrontà a un problema després d'haver estat elevat a categoria d'estat: la completa manca de recursos econòmics, i la manca de fonts d'ingressos que generessin beneficis a l'estat. L'única font d'ingressos del govern era un petit impost sobre la propietat, que fou implementat ràpidament com a mesura d'emergència, i que es topà amb una gran resistència per part dels grangers de l'estat, que amb prou feines aconseguien generar prou beneficis per a la seva autonomia —a causa de la localització aïllada de la regió, lluny dels mercats de consum, i de la manca de mitjans de transport adequats. El govern d'Indiana va rebre ajudes econòmiques del govern federal durant la dècada del 1820, que va gastar descontroladament en diversos programes. Les despeses descontrolades havien endeutat greument el govern d'Indiana en només dues dècades, i molts d'aquests programes mai no es van completar.
El 1818 Indiana va adquirir les seves fronteres actuals, quan els Estats Units compraren als nadius americans la regió centre-oest d'Indiana, que incloïa l'àrea on actualment hi ha la ciutat d'Indianapolis. El 1819 s'instal·la permanentment el primer europeu a la regió on actualment hi ha Indianapolis, ciutat que fou fundada oficialment el 1821, i que passaria a ser oficialment la capital de l'estat del 1824 gràcies a la seva localització central.
El 1825 un reformista escocès, Robert Owen, fundà New Harmony, planejant crear-hi una comunitat, i l'inici d'un nou sistema social, així com la instal·lació de diverses regles i la cooperació conjunta entre els seus habitants. New Harmony seria governada per idees progressistes, que eren desconegudes en aquella època. Tot i que tingué èxit durant els primers mesos, la manca de cooperació entre els habitants causà el final de l'experiment el 1827.
Les condicions econòmiques de l'estat —difícils fins aleshores— passaren a millorar gradualment a partir de la dècada del 1830 amb la construcció de canals de navegació, que connectaven els rius d'Indiana amb els Grans Llacs (fins aleshores els productes agropecuaris es transportaven pel riu Mississipi fins a Nova Orleans). La construcció de vies fèrries a Indiana, a partir del final de la dècada del 1840, accelerà el creixement econòmic de l'estat, i feu que s'hi instal·lessin més immigrants i habitants vinguts de l'est. La primera via fèrria d'Indiana, construïda entre Indianapolis i Madison, s'inaugurà el 1847.
Durant la dècada del 1850 Indiana ja disposava d'una extensa xarxa ferroviària que el connectava amb la resta del país, i una indústria agropecuària consolidada i en franc creixement. El 1852 els germans Studebaker crearen una planta industrial per a la fabricació de vagons ferroviaris, a South Bend. La companyia industrial dels germans, l'Studebaker, es convertiria posteriorment en la major fabricant de vagons ferroviaris del país.
El 1861 esclatà la Guerra Civil dels Estats Units. Indiana, que tenia una població de majoria abolicionista, participà activament del costat de la Unió, els Estats Units pròpiament dits, contra els Estats Confederats d'Amèrica. L'únic conflicte registrat a Indiana fou la batalla de Corydon, el 1863, que tingué lloc a Corydon.
Després de la guerra es viuria una recessió econòmica en el sector agropecuari de l'estat, causada principalment pels baixos preus dels productes agropecuaris i els alts preus del transport. Tot allò endeutà molts grangers, molts dels quals es traslladaren a les ciutats. El sector agropecuari d'Indiana només va recuperar-se durant la dècada del 1890. Tanmateix, la creació de l'Studebaker i la Guerra Civil havien estimulat la construcció de diversos establiments industrials, durant i després de la guerra civil. El 1886, el descobriment de fonts de gas natural a Indiana va atreure diverses companyies industrials. El 1889 Standard Oil Company fundaria la que aleshores era una de les majors refineries de petroli del món, a Whiting. Aquell mateix any, Benjamin Harrison, d'Indianapolis, net de William Henry Harrison, seria investit president dels Estats Units. Cap a la fi del segle xix la indústria manufacturera ja era, amb diferència, la major font d'ingressos de l'estat, i prop d'un 30% de la població de l'estat vivia a ciutats.

### Del 1900 fins avui dia
El sector industrial d'Indiana va continuar creixent ràpidament durant les primeres dècades del segle xx. Les companyies industrials s'instal·laven a l'estat i s'hi fundaven diverses ciutats industrials. Una de les més reeixides fou Gary, fundada el 1906 per la United States Steel Corporation, que seria on la companyia instal·laria el seu principal complex industrial. Durant les primeres dècades del segle, l'estat adoptà lleis laborals, com el Workmen's Protection Act del 1915, que obligava el patró a pagar indemnitzacions als treballadors ferits a causa dels seus errors o negligències. Tanmateix, tals lleis van ser modificades posteriorment, tant és així que Indiana posseeix actualment una de les legislacions menys favorables als treballadors del país. La Primera Guerra Mundial i l'alta demanda de productes industrialitzats durant la dècada del 1920 foren dos factors que van estimular el desenvolupament del sector industrial d'Indiana durant l'inici del segle, alhora que el sector agropecuari patia una gran crisi a causa dels preus baixos.
El 1929 es va desencadenar la Gran Depressió, que va causar una gran recessió econòmica a Indiana, el tancament de diverses instal·lacions industrials i altes taxes d'atur. Aquesta recessió perdurà durant tota la dècada del 1930. El 1933, en un intent de poder bregar millor amb la recessió, Indiana va reorganitzar el seu poder executiu, donant al governador més poders. Els programes d'assistència socioeconòmica, i les obres públiques realitzades pel govern federal i d'Indiana ajudaren a minimitzar en part els efectes de la recessió a l'estat.
El 1940 és escollit governador el demòcrata Henry F. Schricker, tot i que la gran part dels membres electes del legislatiu de l'estat eren republicans. Aquests varen aprovar aquell mateix any un acte que disminuïa els poders del governador, si bé la Cort Suprema dels Estats Units l'anul·là després, titllant-lo d'inconstitucional. El 1941, l'entrada dels Estats Units a la Segona Guerra Mundial va acabar amb els efectes de la recessió econòmica que hi havia, a causa de l'augment de la demanda de productes industrialitzats. Cap a la fi de la dècada del 1940, més de la meitat de la població d'Indiana ja vivia a ciutats.
Indiana prosperà econòmicament fins a la dècada del 1970, essent la indústria la seva principal font d'ingressos. Tot de ciutats industrials com Indianapolis i Gary continuaven atraient grangers, així com persones provinents del sud dels Estats Units, en la seva majoria afroamericans. Actualment, tant Indianapolis com Gary acullen grans comunitats d'aquests grups. El 1970 Indianapolis i el comtat en què s'inscriu, Marion, fusionaren els seus governs, la qual cosa provocà la dràstica expansió de la ciutat, que passà a ocupar gairebé tot el comtat.
Les creixents despeses varen forçar el govern d'Indiana a implementar un impost sobre les vendes el 1963. L'estat va augmentar la quantia d'aquest impost el 1973 i de nou en la dècada del 1980. Durant la dècada del 1970 la creixent modernització del sector industrial feu que molts treballadors es quedessin sense feina. Durant la dècada del 1980, Indiana patí de nou per una recessió econòmica que s'havia produït al sector industrial estatunidenc del Rust Belt, tot i que els efectes de la recessió foren sensiblement menors que els patits per altres estats. L'economia de l'estat i el seu sector industrial van recuperar-se ràpidament durant els anys 1990, en contrast amb la resta dels estats del Rust Belt.

## Geografia
Indiana limita al nord amb el llac Michigan i amb Michigan, a l'est amb Ohio, al sud-est i al sud amb Kentucky i a l'oest amb Illinois.
El riu Wabash travessa Indiana en uns 650 km en sentit nord-est - sud-oest. És un afluent del riu Ohio, de la conca hidrogràfica del riu Mississipi. El Wabash ha donat nom i temàtica a dues cançons estatals: On the Banks of the Wabash i Wabash Cannonball. A la vora del White River, un afluent del Wabash, hi ha dues grans ciutats: Indianapolis i Muncie. Evansville, la tercera ciutat més gran de l'estat es troba a la vora del riu Ohio, que delimita tota la frontera d'Indiana amb Kentucky.

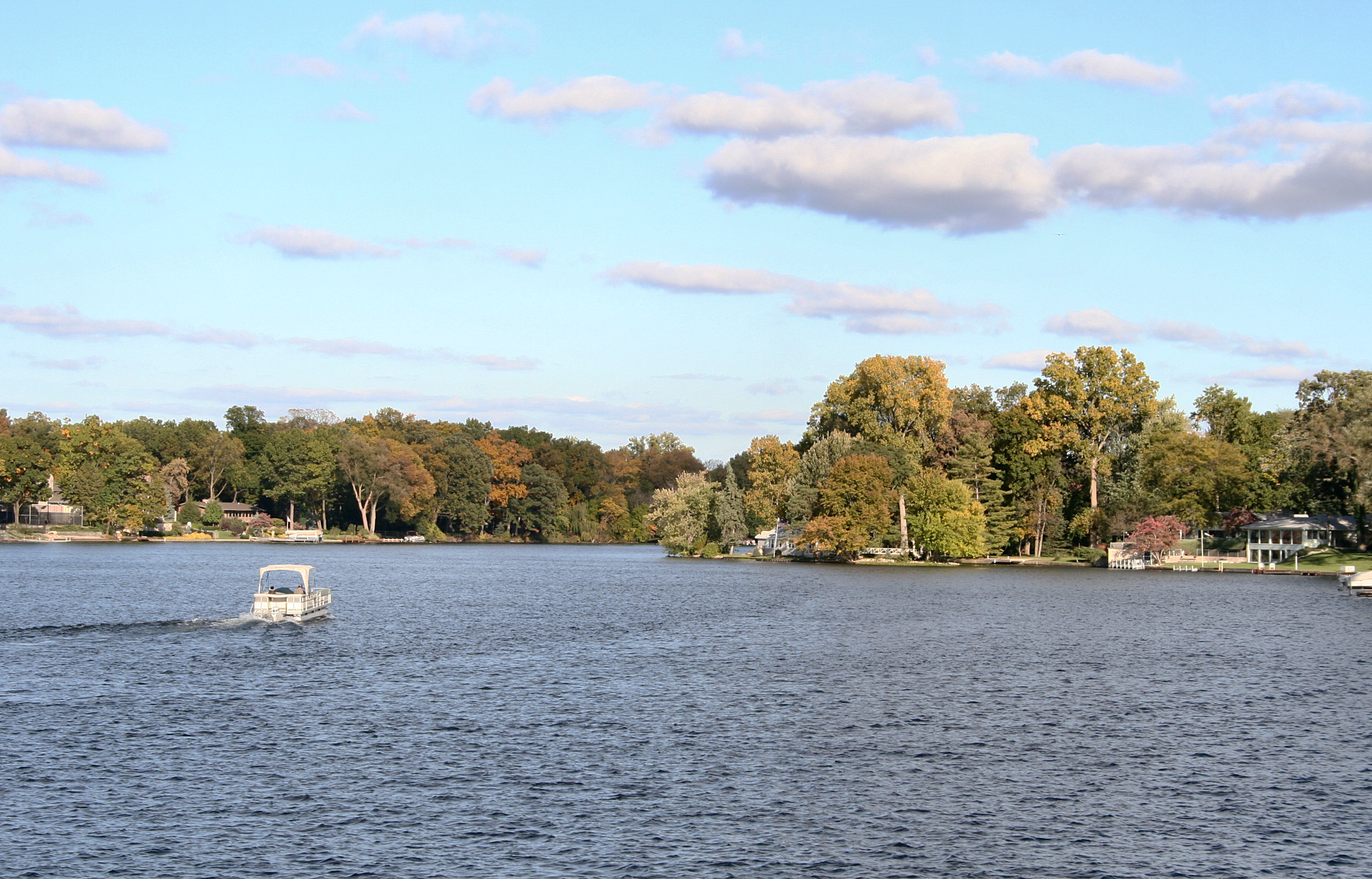
El riu St. Joe al seu pas per Elkhart
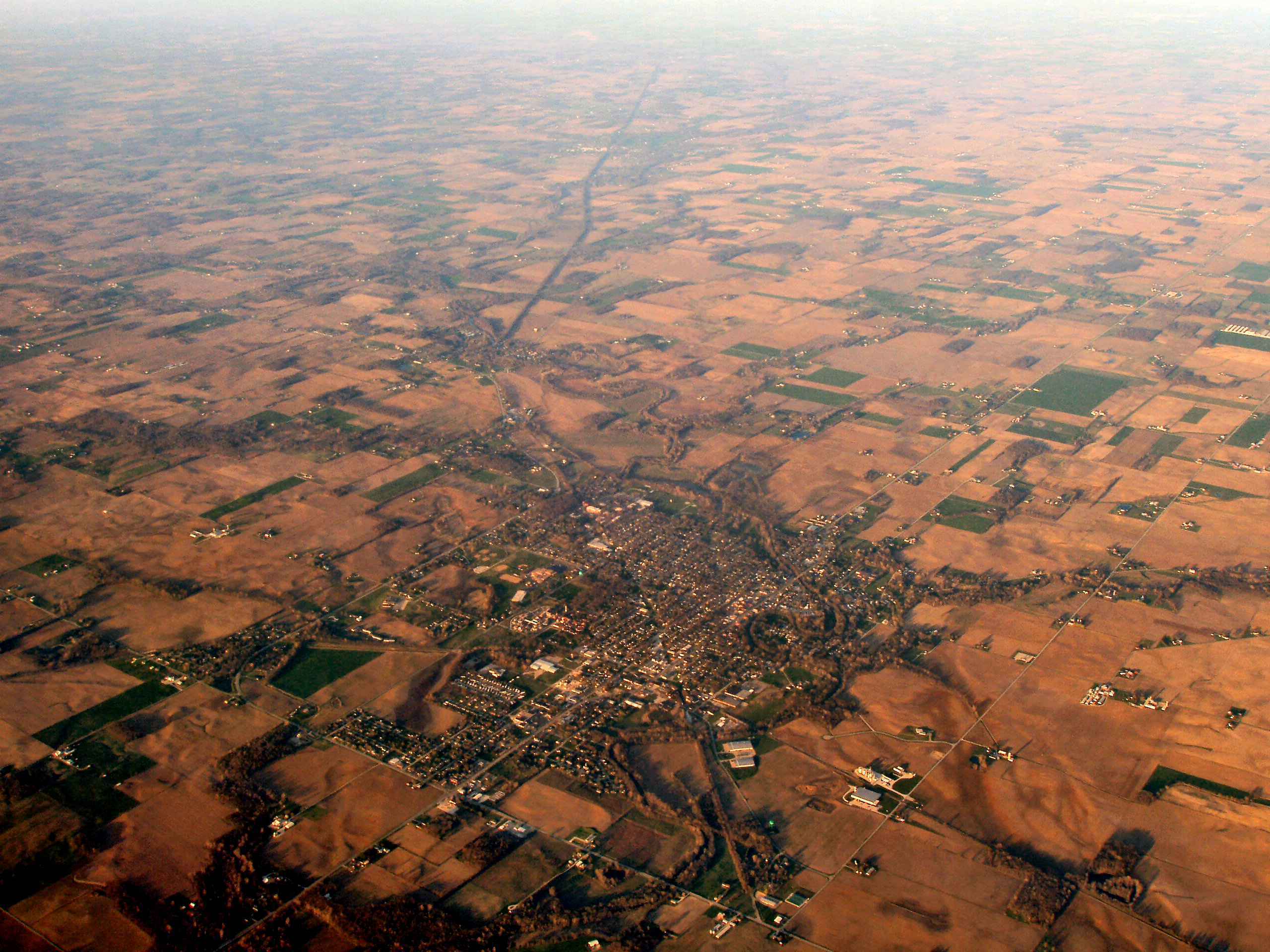
La major part del nord i centre d'Indiana són terres de conreus esquitxades de petites ciutats, com North Mancheester.
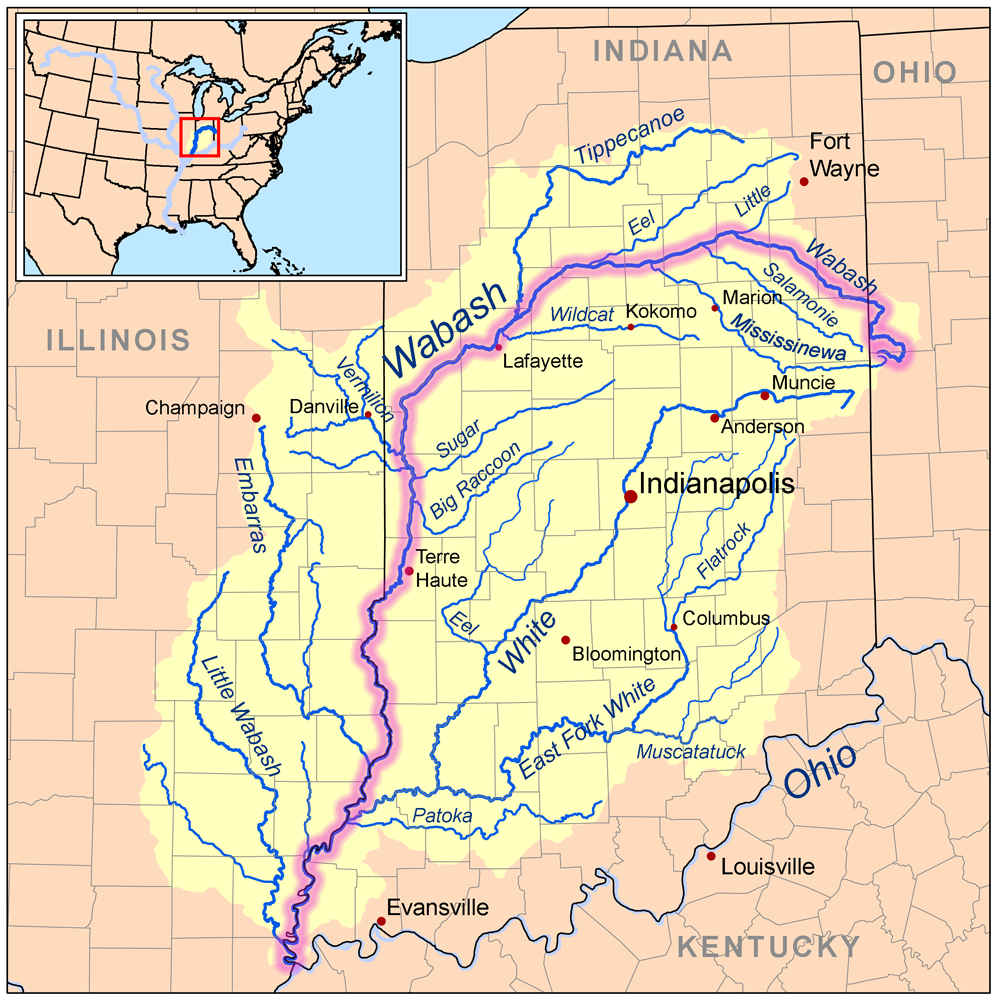
La conca del riu Wabash abasta gairebé tota la superfície d'Indiana
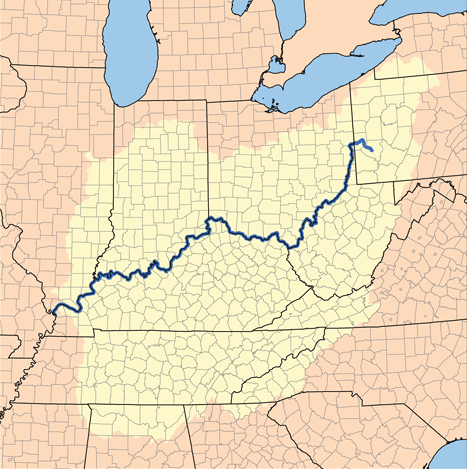
El riu Ohio forma la seva frontera sud amb l'estat de Kentucky
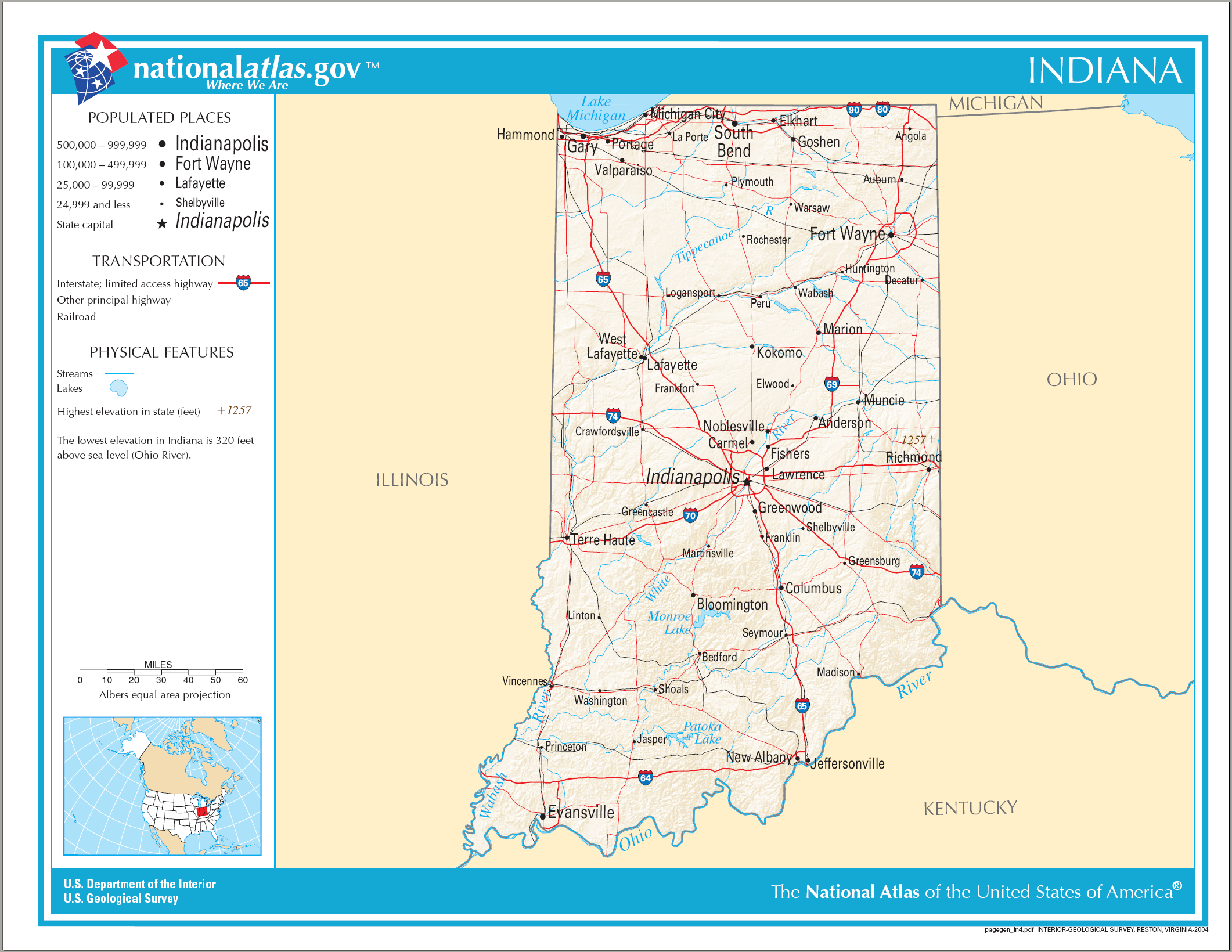
Mapa d'Indiana

### Clima

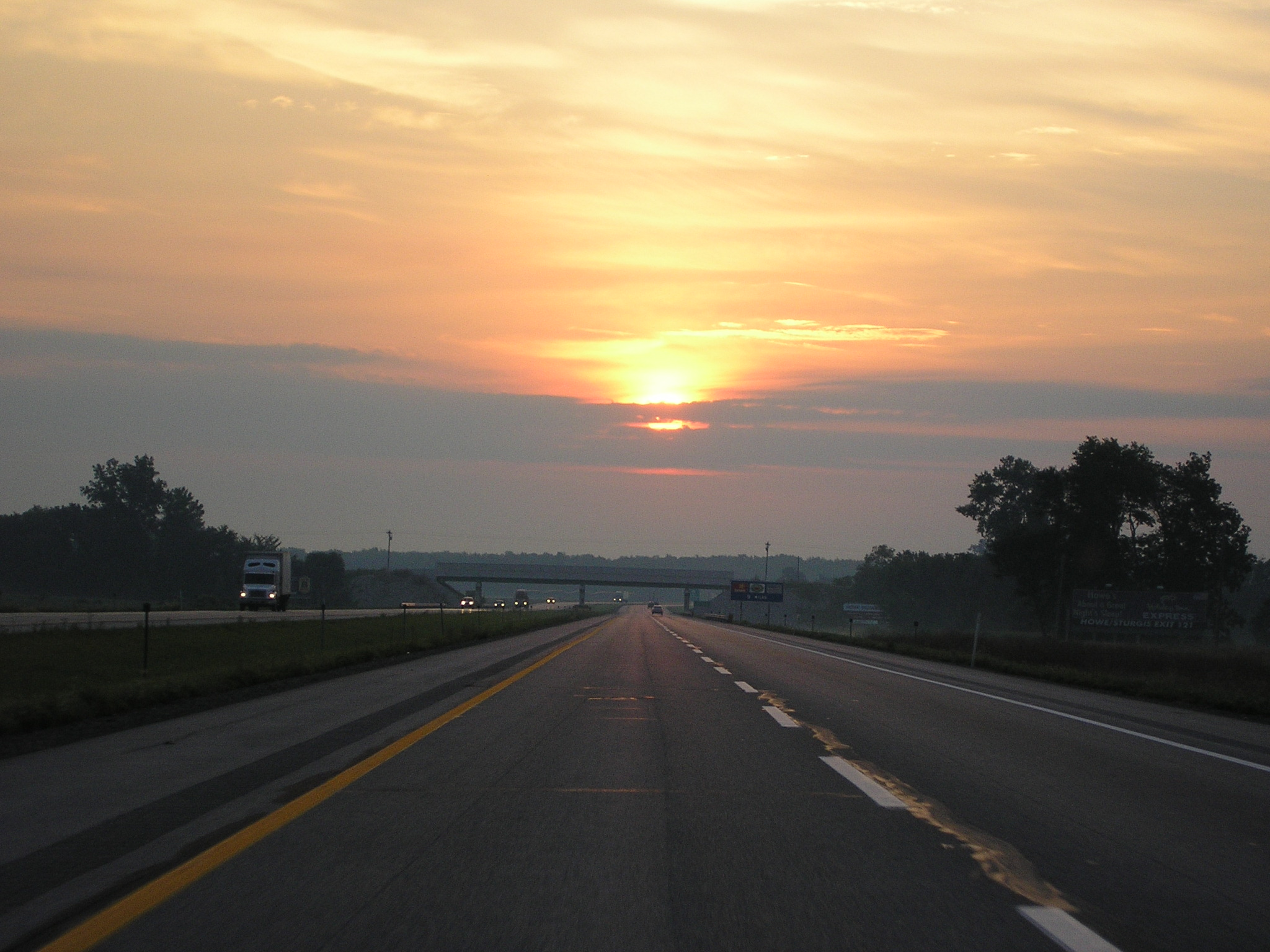
Capvespre en una autopista d'Indiana.

El clima d'Indiana és continental, en què es distingeixen quatre estacions, amb estius càlids i hiverns freds. Les temperatures, durant tot l'any, descendeixen a mesura que augmenta la latitud, tret de l'extrem nord-oest de l'estat, on la presència del llac Michigan fa que a l'hivern la temperatura mitjana de la regió sigui lleugerament més alta que a la resta del nord de l'estat. El temps atmosfèric és relativament inestable, i pot canviar sobtadament especialment a l'hivern. El principal motiu d'aquesta inestabilitat és l'absència d'obstacles geogràfics a l'estat i en les seves proximitats, que permeten el ràpid moviment de corrents d'aire vingudes de qualsevulla direcció.
La temperatura mitjana a l'hivern és de -6 °C al nord de l'estat, -3 °C a la regió central i d'1 °C al sud. La mitjana de les mínimes és de -9 °C al nord, -6 °C al centre i -3 °C al sud. D'una altra banda, la mitjana de les màximes és de 0 °C al nord, -3 °C al centre i 8 °C al sud. La temperatura més baixa registrada és de -38 °C, mesurada a New Whiteland el 19 de gener del 1994.
La temperatura mitjana a l'estiu és de 21 °C al nord, 23 °C a la regió central i 27 °C al sud. La mitjana de les mínimes és de 15 °C al nord, 16 °C al centre i 18 °C al sud. La mitjana de les màximes és de 27 °C al nord, 30 °C al centre i 32 °C al sud. La temperatura més alta registrada és de 47 °C, mesurada el 14 de juliol de 1936 a Collegeville.
Les taxes de precipitació mitjana anual de pluja varien de menys de 90 centímetres al nord a més de 110 centímetres al sud. Les taxes de precipitació mitjana anual de neu varien de 100 centímetres al nord a 25 centímetres al sud.

### Comtats
Llista dels comtats d'Indiana:
- Comtat d'Adams
- Comtat d'Allen
- Comtat de Bartholomew
- Comtat de Benton
- Comtat de Blackford
- Comtat de Boone
- Comtat de Brown
- Comtat de Carroll
- Comtat de Cass
- Comtat de Clark
- Comtat de Clay
- Comtat de Clinton
- Comtat de Crawford
- Comtat de Daviess
- Comtat de Dearborn
- Comtat de Decatur
- Comtat de DeKalb
- Comtat de Delaware
- Comtat de Dubois
- Comtat d'Elkhart
  - New Paris
- Comtat de Fayette
- Comtat de Floyd
- Comtat de Fountain
- Comtat de Franklin
- Comtat de Fulton
- Comtat de Gibson
- Comtat de Grant
- Comtat de Greene
- Comtat de Hamilton
- Comtat de Hancock
- Comtat de Harrison
- Comtat de Hendricks
- Comtat de Henry
- Comtat de Howard
- Comtat de Huntington
- Comtat de Jackson
- Comtat de Jasper
- Comtat de Jay
- Comtat de Jefferson
- Comtat de Jennings
- Comtat de Johnson
- Comtat de Knox
- Comtat de Kosciusko
- Comtat de Lagrange
- Comtat de Lake
- Comtat de LaPorte
- Comtat de Lawrence
- Comtat de Madison
- Comtat de Marion
- Comtat de Marshall
- Comtat de Martin
- Comtat de Miami
- Comtat de Monroe
- Comtat de Montgomery
- Comtat de Morgan
- Comtat de Newton
- Comtat de Noble
- Comtat d'Ohio
- Comtat d'Orange
- Comtat d'Owen
- Comtat de Parke
- Comtat de Perry
- Comtat de Pike
- Comtat de Porter
- Comtat de Posey
- Comtat de Pulaski
- Comtat de Putnam
- Comtat de Randolph
- Comtat de Ripley
- Comtat de Rush
- Comtat de Saint Joseph
- Comtat de Scott
- Comtat de Shelby
- Comtat de Spencer
- Comtat de Starke
- Comtat de Steuben
- Comtat de Sullivan
- Comtat de Switzerland
- Comtat de Tippecanoe
- Comtat de Tipton
- Comtat de Union
- Comtat de Vanderburgh
- Comtat de Vermillion
- Comtat de Vigo
- Comtat de Wabash
- Comtat de Warren
- Comtat de Warrick
- Comtat de Washington
- Comtat de Wayne
- Comtat de Wells
- Comtat de White
- Comtat de Whitley